# Muntinlupa
Muntinlupa (en philippin : Lungsod ng Muntinlupa) est l'une des villes et des municipalités qui forment le Grand Manille aux Philippines. Elle est située sur les rives nord-ouest du Laguna de Bay.

## Urbanisme
Comme les autres villes de l'agglomération de Manille, Muntinlupa comprend plusieurs gratte-ciel dont le plus haut est l'Insular Life Corporate Center I (140 m) qui abrite le siège de la société d'assurance Insular Life.

## Personnalités
- Gwen Ruais (née en 1989), mannequin et personnalité de télé-réalité franco-philippienne.